# Marcos Paulo Alves
Marcos Paulo Alves (n. 11 mai 1977) este un fost fotbalist brazilian.

## Titluri
- Prima Ligă Braziliană: 2000
- Copa America: 1999
- Liga statului Minas Gerais: 1998
- Cupa Minasului de Sud: 2001

## Statistici
| Brazilia | Brazilia | Brazilia |
| An       | Meciuri  | Goluri   |
| -------- | -------- | -------- |
| 1999     | 2        | 1        |
| 2000     | 1        | 0        |
| Total    | 3        | 1        |